# Robert Défossé
Robert Défossé (Calonne-Ricouart, 1909. június 19. – Lille, 1973. augusztus 30.) francia válogatott labdarúgókapus.